# 敦茨韦勒
敦茨韦勒是德国莱茵兰-普法尔茨州的一个市镇。总面积5.52平方公里，总人口925人，其中男性441人，女性484人（2011年12月31日），人口密度168人/平方公里。